# Fifty-Fifty
Fifty-Fifty es el último episodio de la tercera temporada de la serie de ciencia ficción The 4400 (Los 4400) . Fue emitido oficialmente el 20 de agosto de 2006

## Sinopsis
Jordan Collier lleva a Devon Moore, empleada del Centro de los 4400, al sótano de una de sus casas de seguridad, donde Shawn, Richard, Kevin y Tess están a la expectativa. Devon se ha ofrecido a inyectarse ella misma con promicina y les permiten que la filmen. Unas horas más tarde, en el NTAC, Tom y Diana ven el video de Devon, que está siendo descargado de la Internet en cifras récord. Antes de inyectarse, Devon, explica que las dosis de promicina pronto estarán disponibles para todos, y que el desarrollo de las habilidades en la gente normal es la clave para un mundo mejor. Tom comenta sobre la coincidencia de que uno de los empleados de Collier se efectúe la inyección con promicina un día después de que la sustancia  había sido robada de la Haspelcorp. 
Tom y Diana, con un equipo de agentes de NTAC, buscan en el Centro de 4400, pero no encuentran ninguna señal de Devon o la promicina robada. Tom y Diana preguntan a Jordan Collier, pero éste afirma que no tenía nada que ver con el video y no sabe a dónde está Devon. En cuanto a la promicina robada... NTAC no tiene ninguna prueba de que Jordan está involucrado. Antes de abandonar el Centro, Diana va a la clase de Maia y la saca de la escuela. 
De regreso al apartamento de Diana, Maia discute con su madre por haber sido sacada de la escuela. Pero Diana explica que el Centro de 4400 no es seguro. En ese momento, hay un golpe en la puerta. Es Ben Saunders. Él le dice a Diana que está yendo a España por seis meses y quiere que ella y Maia vayan con él. Diana dice que va a tener que pensar en ello. 
Mientras tanto, en la casa de seguridad, Devon comienza a tener convulsiones. Kevin y Tess envían a Shawn, que corre a la escena. Shawn trata de curar a Devon, pero ella muere. En ese momento, la NTAC irrumpe a través de la puerta. Ellos fueron capaces de usar las pistas de video de Devon para determinar su ubicación. Kevin y Tess escapan, pero Shawn está demasiado abrumado por la muerte de Devon para intentar escapar. NTAC lo tiene en custodia. 
Jordan, Richard, Kevin, Tess, y Boyd Gelder se encuentran en el hangar abandonado donde se encuentra la promicina robada. Richard sostiene que no puede distribuir la promicina si posiblemente pudiera morir gente. Jordan afirma que la muerte de Devon es uno de los muchos sacrificios que serán necesarios para construir un futuro mejor. Richard usa su telequinesis para tratar de destruir los cargamentos de promicina, pero Tess usa su habilidad para obligarlo a detenerse. 
Tom y Diana van a Haspelcorp y preguntan a Dennis Ryland por qué alguien iba a morir de tomar promicina. Ryland revela que la mitad de los voluntarios que tomaron promicina en el programa murieron dentro de las 48 horas. Cualquiera que se inyecte promicina tiene mortalidad potencial de cincuenta por ciento. Tom le pregunta por qué Ryland ha retenido esta información después de que la promicina fue robada de la Haspelcorp. Ryland explica que quería desacreditar a Collier, ya que si la gente comienza a morir, el público en general ya no verá a Jordan Collier como un salvador. 
Tom y Diana van de nuevo a la NTAC y explican a Shawn que mucha gente podría morir si la promicina sale a la calle, pero Shawn se niega a traicionar a Jordan. De repente, Ryland se presenta con Isabelle y una escolta militar. El gobierno ha dado permiso a Ryland para hacerse cargo de los interrogatorios de Shawn. Ryland envía a Isabelle para interrogar a Shawn. Shawn le pregunta a Isabelle por qué está trabajando con Ryland. Isabelle explica que su misión era destruir el centro de los 4400, y que no quería hacer eso. A pesar de lo que Shawn piensa, se preocupa por él. Isabelle pensó que si ella dio a Ryland promicina, habría una guerra fría (Si todo el mundo tuviera la tecnología que nadie va a usar). Shawn se niega a dar cualquier información, por lo que Isabelle se ve obligada a torturarlo. Isabelle obtiene la información que necesita, pero Shawn queda en estado de coma en el proceso. 
Ryland, Isabelle, y un grupo de soldados llegan al hangar donde se almacena la promicina. Isabelle entra con los soldados y se encuentra con Jordan Collier, de pie frente a las pilas de promicina robada. Uno de los soldados prueba la promicina y le dice a Isabel que la reserva de todo es falsa. Isabelle mira a Collier para encontrar que él es, de hecho, Boyd Gelder. Boyd utilizó su habilidad de 4400 para imitar a Collier. Boyd se levanta un detonador y presiona el botón. De repente, el hangar es totalmente envuelto en llamas. En el exterior, Ryland es rechazado por la explosión. Isabelle pronto sale indemne y le dice Ryland que ella va a ir al Centro de 4400 y empezar a matar a la gente para sacar a Collier. Ryland le dice que ella no puede ir matando gente al azar en plena luz del día. Pero Isabel no le hace caso y se va. 
Mientras tanto, en un paso subterráneo, Jordan lleva mochilas llenas de ampollas de promicina a un grupo de personas sin hogar que se han comprometido con su causa. Jordan les instruye para que la gente conozca los riesgos de la inyección de promicina antes de entregárselo. Las personas deben poder hacer una elección consciente. 
En el Centro de 4400, Isabelle entra en un aula llena de niños, incluyendo Maia. Maia había entrado de nuevo a la escuela sin que Diana lo sepa. Isabelle está a punto de atacar, cuando ve a Diana a través de la puerta y dispara varias veces. Tom corre a Isabelle con la intención de inyectarle una jeringa que el futuro le dio. Pero Isabelle atrapa rápidamente a Tom y lo lanza al otro lado de la habitación. Isabelle los paraliza a Diana y a Tom para poder defenderse. Como Isabelle intenta estrangular a Tom, Richard entra y usa su telequinesis para levantar la jeringa e inyectársela a Isabelle. A pesar de que no la mata, ya no tiene ninguna habilidad. Sin saber si es sólo temporal, Tom le dispara en el hombro a Isabelle para asegurarse de que no puede curarse a sí misma y que sus poderes han desaparecido realmente. Unas horas más tarde, Tom se entera de que Isabelle está bien luego de la cirugía, pero ya no tiene ningún promicina en su sistema. 
Tres días más tarde, Diana viene por la casa de Tom, con Ben y Maia para decir adiós. Diana ha decidido ir a España con Ben. Tom, aunque sabe que perderá a su compañera, entiende la necesidad de Diana para criar a su hija en paz. 
En otra parte: Kyle se sienta en una habitación de un motel a punto de inyectarse promicina, la NTAC cierra el Centro de los 4400, Alana es secuestrada en una bola de luz, y April Skouris consigue una inyección de promicina.
El episodio termina con un seguidor de Jordan Collier hablándole a la cámara diciendo: Cincuenta Cincuenta, ¿Quieres la inyección?
Notas
Es el único episodio de la serie en el que un personaje le habla a la pantalla. Un vagabundo interpretado por Tom McBeath pregunta a los televidentes "How about you? Fifty-fifty. You want the shot?" (¿Y tu? Cincuenta Cincuenta, ¿Quieres la inyección?)
- Datos: Q5447658